# Alpa (яхта)
Вторая Королевская яхта его величества короля Бельгии Альберта II. Является личной собственность монарха, но ходит под флагом морского компонента вооруженных сил Бельгии. Название яхты — объединение монограмм имен короля Альберта и его супруги Паолы. Её покупка вызвала негативное отношение со стороны жителей страны. Бортовой номер в различных источниках варьируется от А982 до А984.

## Конструкция
Technema 90 представляет собой 30-метровую яхту серии Technema Posillipo Корпус: алюминиевый сплав. На борту есть солярий, зона отдыха для восьми человек, салон владельца, четыре двухместные каюты со всем необходимым. Все помещения связаны между собой проходами. Камбуз разделён столовой зоной для экипажа и гостей. Стоимость корабля € 4,6 млн.

## Служба
На данной яхте королевское семейство совершает ежегодные круизы по Средиземноморью. При этом корабль остается приписан к порту Зебрюгге.